# Cyclops kolensis
Cyclops kolensis är en kräftdjursart som beskrevs av Wilhelm Lilljeborg 1901. Cyclops kolensis ingår i släktet Cyclops och familjen Cyclopidae. Arten är reproducerande i Sverige.

## Underarter
Arten delas in i följande underarter:
- C. k. alaskaensis
- C. k. kolensis